# D-VHS

Il logo del D-VHS

Il D-VHS è un formato video su nastro analogo al VHS standard, con la differenza che il D-VHS è digitale e permette di registrare in alta definizione con le risoluzioni HD (720p) e 1080i; non ha avuto successo per il suo ritardo (è stato presentato al pubblico nel 2000 quando ormai il DVD era già in commercio, nonostante il VHS fosse ancora il formato più usato in assoluto, nel 2000), per il costo elevato di videoregistratori e cassette D-VHS, e per limitazioni tecniche (ad esempio, per registrare da una TV o da un ricevitore satellitare è necessaria una porta FireWire, ma pochi o addirittura nessun modello in commercio è dotato di tale connessione), e ciò ha contribuito a un veloce declino.